# グレーター・ロチェスター国際空港
ロチェスター国際空港（英: Greater Rochester International Airport）(IATA: ROC, ICAO: KROC, FAA LID: ROC)は、アメリカ合衆国のニューヨーク州ロチェスターにある空港。ロチェスター (ニューヨーク州)には、比較的大きな大学（ロチェスター大学）や、その大学に属する世界的知名度の高いイーストマン音楽学校がある。

## 就航都市
| 航空会社                   | 就航地                                                                              |
| -------------------------- | ----------------------------------------------------------------------------------- |
| アメリカン航空             | シャーロット                                                                        |
| アメリカン・イーグル       | ボストン、シャーロット、シカゴ/ORD、フィラデルフィア、マイアミ、ワシントン/レーガン |
| デルタ航空                 | アトランタ（季節運航）、デトロイト                                                  |
| デルタ・コネクション       | デトロイト、ニューヨーク/JFK、ニューヨーク/LGA                                      |
| フロンティア航空           | オーランド                                                                          |
| ジェットブルー航空         | ボストン、ニューヨーク/JFK                                                          |
| サウスウエスト航空         | ボルチモア、オーランド 季節運航: フォートローダーデール、フォートマイヤーズ、タンパ |
| ユナイテッド航空           | シカゴ/ORD                                                                          |
| ユナイテッド・エキスプレス | シカゴ/ORD、ニューアーク、ワシントン/ダレス                                         |